# Keiran Lee
Keiran Lee (nascut Adam Diksa a Derby, Derbyshire, 15 de gener de 1984) és un actor, director i productor anglès de pornografia que treballa principalment per a la productora pornogràfica Brazzers. El seu penis estava assegurat per un milió de dòlars el 2012 per Brazzers. His penis was insured for $1 million in 2012 by Brazzers. Va actuar en més de 3.500 vídeos porno durant la seva carrera pornogràfica. És un dels actors pornogràfics més ben pagats. Va rebre diversos premis de la indústria del cinema d'adults, incloent el premi AVN per a intèrpret masculí preferit el 2017.

## Carrera
La carrera de Lee a la pornografia va començar després que els seus amics li van pujar una fotografia nua a un lloc web de swingers. Després de veure el post, una parella va oferir a Lee un paper en la pornografia. Lee es va presentar per primera vegada en vídeo per a adults el 2002 als 18 anys. Va començar freelance en porn a Anglaterra abans de signar un contracte exclusiu amb Brazzers el 2005 després de traslladar-se a Amèrica. Va començar la seva carrera pornogràfica el 2006.
Lee va actuar en el seu primer video de Brazzers el 2008. L'agost de 2011, Brazzers va publicar una publicitat publicitària amb una foto de Lee en una camiseta i ulleres de sol al Sunset Boulevard. Dan Miller de XBIZ es va referir a ell com "una promoció històrica per a una estrella porno masculina". El 2012 es va informar que Brazzers havia contractat una pòlissa d'assegurança amb Lloyd's de Londres, assegurant el penis de Lee per un milió de dòlars. Lee va aparèixer en 1.450 vídeos per Brazzers el 16 de juny de 2019, més que cap altre intèrpret.
A l'octubre de 2013, Lee va debutar com a director de cinema amb Hot Chicks Meet Big Fangs for Digital Playground.
A partir de 2017, ha actuat en més de 3.500 vídeos pornogràfics, enfront de més de 4.000 actrius pornogràfiques. Avui en dia, Lee actua en unes 18 escenes i dirigeix aproximadament 20 escenes en un mes per a Brazzers. En la majoria d'aquestes escenes, Lee és conegut per abusar-se dels seus costars bufant i / o fent-los.

### The Sex Factor
De maig a juliol de 2016, Lee va aparèixer com a mentor i jutge de The Sex Factor, una sèrie de realitats en línia que comptava amb setze homes i dones que competeixen per un milió de dòlars i un contracte porno de tres anys. Lee, juntament amb els companys de les seves estrelles, Lexi Belle, Remy LaCroix i Tori Black, oferirien consells i jutjarien els concursants al llarg de la competició. En la seva ressenya de la sèrie, Janis Hopkins de Vice News va ser crítica amb el judici de Lee, comentant que "ha confós la tècnica de dir-ho-com-és-jutjar-se de la televisió real amb només ser capritxós". Lux Alptraum of The Verge també va ser crític amb el judici, referint-se als hosts com "stilts". Jeremy Glass, del thrillist, va estar d'acord amb aquest sentiment i va cridar als jutges "difícil de veure".

## Vida personal

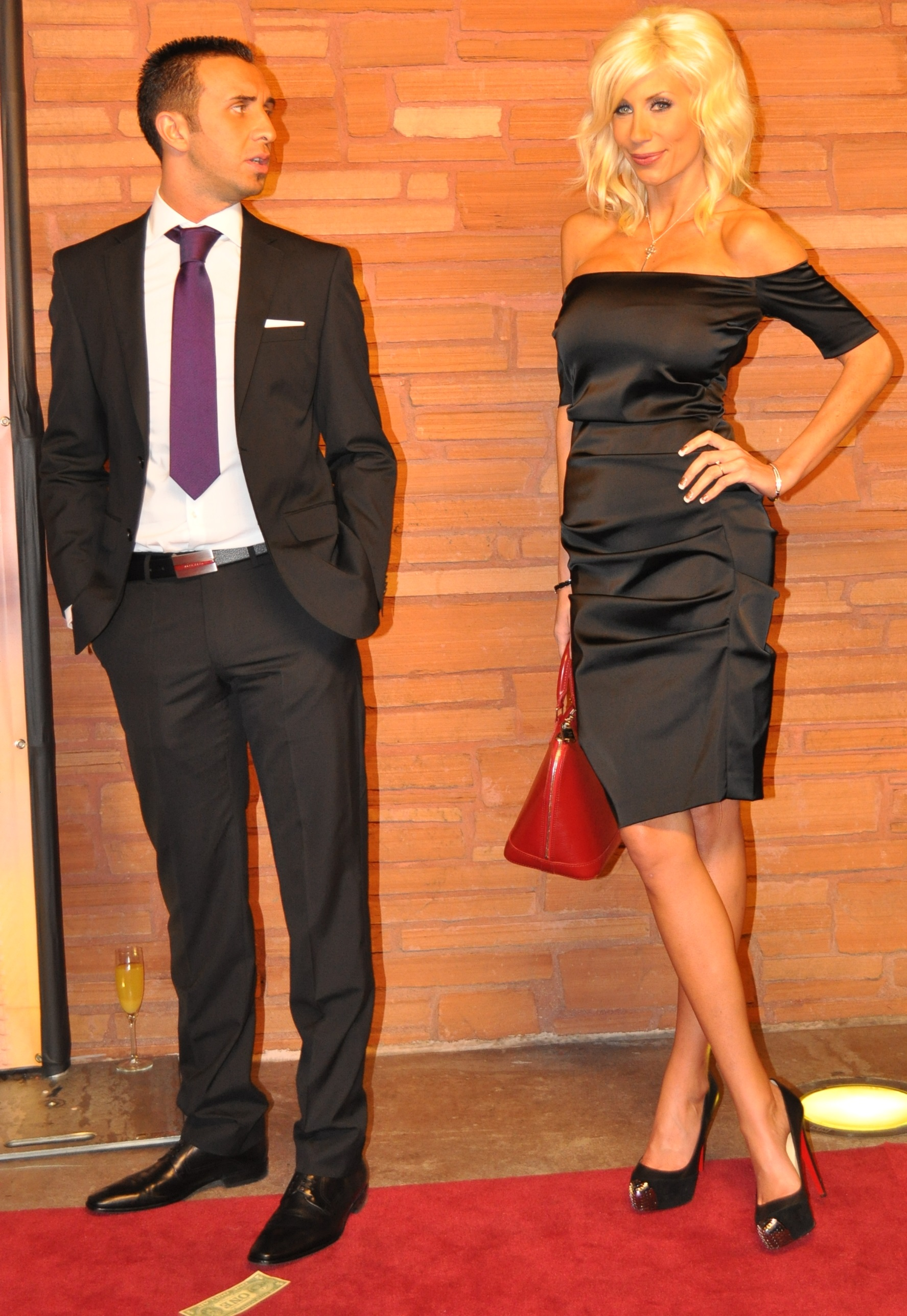
Lee amb la seva antiga esposa Puma Swede a AVN Awards el 2011

Lee es va casar dues vegades. El seu primer matrimoni va ser per a l'actriu porno Puma Swede el 2009, però la parella es va divorciar. Està casat amb una antiga estrella de porno i amfitrió de Playboy TV Kirsten Price el 2013. Els dos actualment resideixen amb el seu fill menor a Calabasas, Califòrnia. Lee és un gran afeccionat al futbol, que diu: "Planifica [la seva vida sencera al voltant del comtat de Derby.] El 2011, mentre jugava a futbol per al Hollywood United FC, Lee va haver de ser hospitalitzat després de trencar la mandíbula. dos llocs.